# Ferenc Széchényi
Ferenc Széchényi [ˈfɛrɛnʦ ˈseːʧeːɲi] (auch Graf Franz Széchényi; * 29. April 1754 in Fertőszéplak, Ungarn; † 13. Dezember 1820 in Wien) war ein ungarischer Adeliger, Politiker und der Gründer der Ungarischen Nationalbibliothek und des Ungarischen Nationalmuseums.

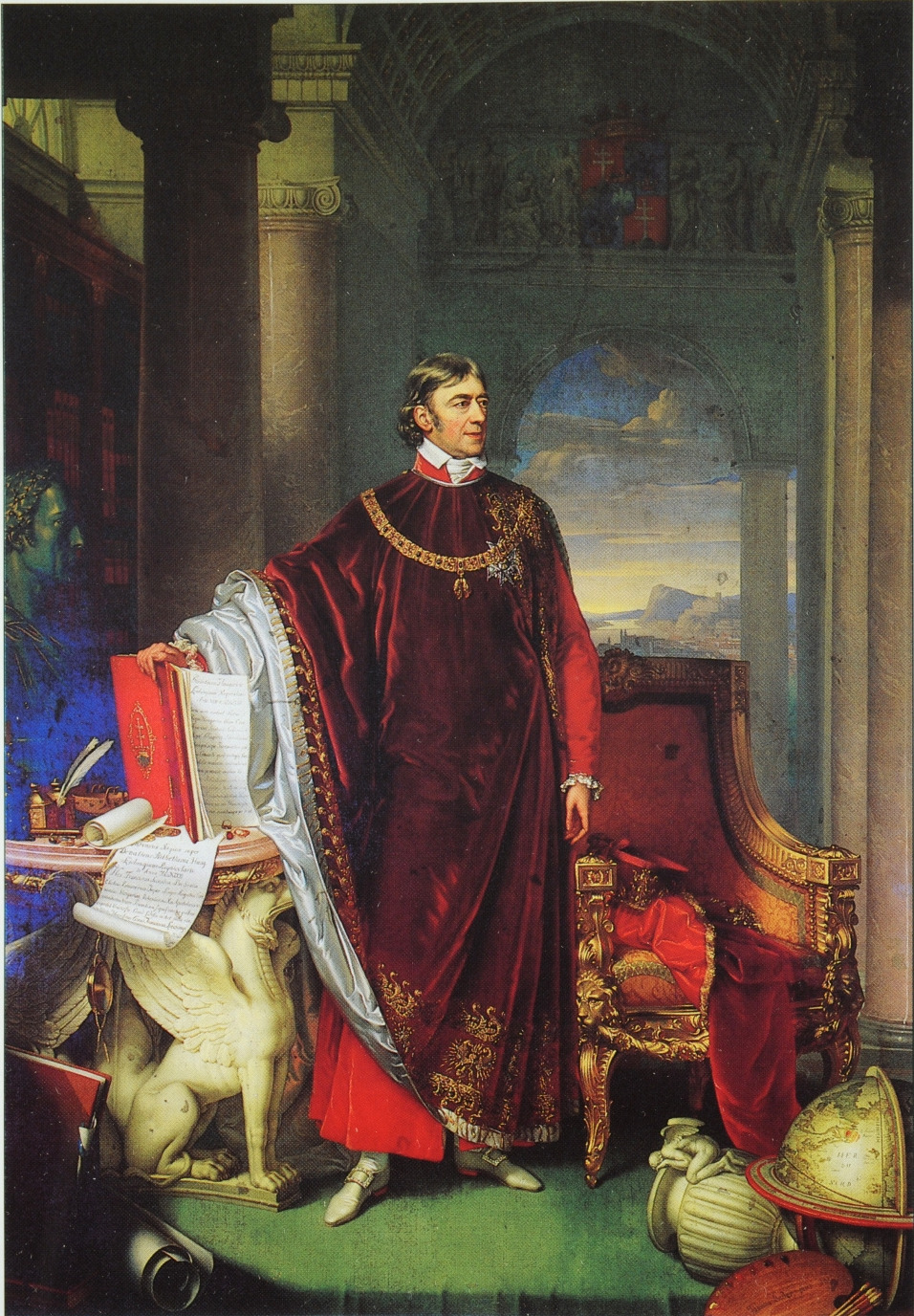
Porträt von Graf Ferenc Széchényi von Johann Ender

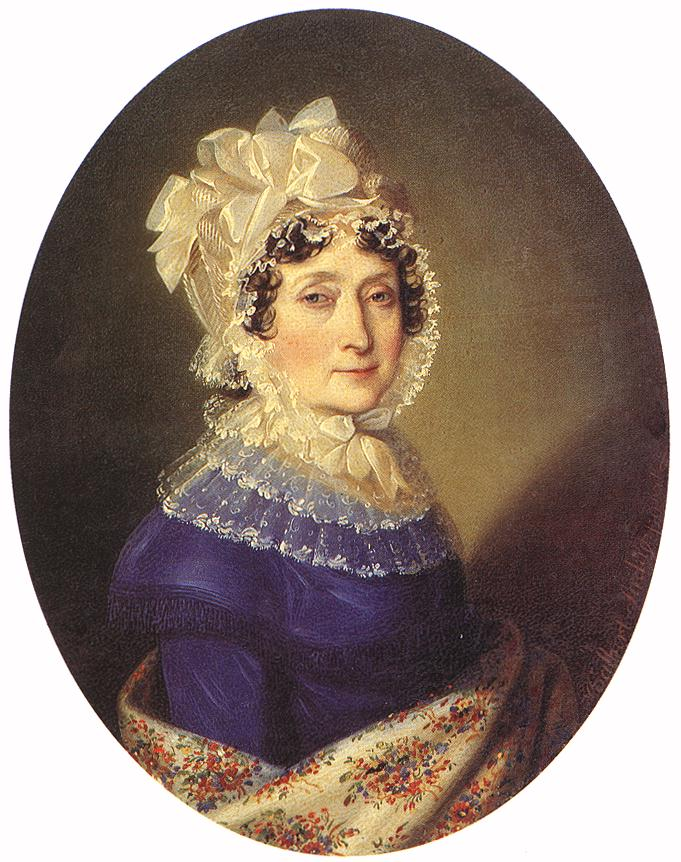
Porträt seiner Frau Julianna Festetics von Johann Ender

## Leben
Ferenc Széchényi war Mitglied der ungarischen Magnatenfamilie Széchenyi. Er besuchte die Theresianische Ritterakademie in Wien und trat in den Staatsdienst ein. Kaiser Joseph ernannte ihn 1783 zum Stellvertreter Franz Eszterházys als Ban von Kroatien. 1777 heiratete er Julianna Festetics. Das Paar hatte sechs Kinder, darunter István Széchenyi, der ein bedeutender Unternehmer und Staatsreformer wurde.
Er amtierte als Obergespan mehrerer Komitate. Wegen der Abschaffung feudaler Rechte durch Kaiser Josef II. zog er sich 1785 aus dem politischen Leben zurück. Er gründete mit seinem Schwager György Festetics das Georgikon, die erste landwirtschaftliche Forschungsanstalt Ungarns auf einem seiner Güter in Keszthely am Balaton, und hielt sich lange Zeit im Ausland auf.
Erst unter Kaiser Franz II. übernahm Széchényi ab 1798 wieder wichtige Aufgaben als oberster Kämmerer des Königreiches Ungarn und als Obergespan des Komitats Eisenburg. Er wirkte als königlicher Commissär bei der Regulierung der Flüsse Drau und Mur. 1803 wurde er zum Ehrenmitglied der Göttinger Akademie der Wissenschaften gewählt. 1810 zog er ganz nach Wien um, 1814 bezog er ein Haus in der Landstraße, wo er einen literarischen Salon führte. Dieser auch als Hofbauerkreis bekannte Salon war romantisch-religiös orientiert.
Széchényi war aufklärerisch gesinnt und gleichzeitig ein typischer Vertreter des aufkommenden ungarischen Patriotismus und Nationalismus. Er stiftete 1802 seine eigenen Sammlungen, seine Bibliothek, Karten-, Münzen- und Kupferstichsammlung zur Gründung der Nationalbibliothek und des Nationalmuseums (die erst 1949 getrennt wurden). Er publizierte auf eigene Kosten den ersten gedruckten Katalog der Bibliothek.

## Schriften
- Catalogus Bibliothecae Hungaricae. Sopron, 1799 és Index Pest 1800.
- Supplementum I-II és Index 1807.
- Catalogus manuscriptum I-III Sopron 1814/15.
- Catalogus nummorum Hungariae ac Transylvaniae instituti nat. Széchenyiani II-III, az Appendix-szel.

## Würdigung
Seit dem Jahr 2000 wird der jährliche Széchényi-Ferenc-Preis an Mitarbeiter öffentlicher Sammlungen vergeben.